# Kiribati na letních olympijských hrách
Kiribati na letních olympijských hrách startuje od roku 2004. Toto je přehled účastí, medailového zisku a vlajkonošů na dané sportovní události.

## Účast na Letních olympijských hrách
| Dějiště LOH            | LOH      | Vlajkonoš                    | Zlatá medaile | Stříbrná medaile | Bronzová medaile | Celkem |
| ---------------------- | -------- | ---------------------------- | ------------- | ---------------- | ---------------- | ------ |
| 2004 Athény            | LOH 2004 | Meameaa Thomas               |               |                  |                  | 0      |
| 2008 Peking            | LOH 2008 | David Katoatau               |               |                  |                  | 0      |
| 2012 Londýn            | LOH 2012 | David Katoatau               |               |                  |                  | 0      |
| 2016 Rio de Janeiro    | LOH 2016 | David Katoatau               |               |                  |                  | 0      |
| 2020 Tokio             | LOH 2020 | Kinaua Biribo Ruben Katoatau |               |                  |                  | 0      |
| 2024 Paříž             | LOH 2024 |                              |               |                  |                  | x      |
| Celkem                 | 5        |                              | 0             | 0                | 0                | 0      |
| Zdroj na Olympedia.org |          |                              |               |                  |                  |        |